# Rua Saint-Jacques (Paris)
A Rua Saint-Jacques é uma das mais antigas ruas de Paris, França, na margem esquerda do Rio Sena, no 5º arrondissement.

## História
Ela começa no número 79 da Rua Galande e termina no número 84 do Boulevard de Port-Royal. Parte dela situa-se no Quartier da Sorbonne e parte no Quartier du Val-de-Grâce.
Orientada do Norte para o Sul, seu traçado data do período romano, já que corresponde à parte sul do antigo Cardo da antiga Lutécia. Na Idade Média, era a principal artéria que ligava Paris à Étampes e Orléans. Era usada por numerosos peregrinos que se dirigiam para Santiago de Compostela
Mudou muitas vezes de denominação. No século XII, chamou-se "Grande Rua do Petit-Pont" (ou da Ponte Pequena (em português)). No século XIII, toma em partes o nome de Grand'rue Saint-Jacques-des-Prêcheurs, Grand'rue Saint-Étienne-des-Grés, Grand'rue Saint-Benoît-le-Beslournet, Grand'rue perto da cabeceira da Igreja Saint-Severin, Grand'rue além do Petit-Pont, Grand'rue para Saint-Mathelin, Grand'rue Saint-Benoît e por fim Grand'rue Saint-Jacques, em razão da Capela de São Tiago (Jacques), onde se estabeleceram, em 1218, religiosos dominicano, ditos "Jacobinos". O nome de Rua Saint-Jacques lhe é atribuído depois de 1806. 
Uma das portas de Paris nas Muralhas de Philippe Auguste, a Porta Saint-Jacques encontrava-se ligeiramente próxima à Rua Soufflot. Chamada também de Porta de Nossa Senhora dos Campos (Notre-Dame des Champs), já que servia para se chegar a este monastério, ela viu passar por esta porta, em 13 de Abril de 1436, as tropas do Rei Carlos VII de França, entrando em Paris libertada dos ingleses. A porta foi abatida em 1684.
Em 4 de Setembro de 1557, a Rua Saint-Jacques foi teatro do "Caso da Rua Saint-Jacques", episódio sangrento ligado às Guerras Religiosas na França.
A rua, estreita em sua parte final, perdeu bastante de sua importância após a abertura do Boulevard Saint-Michel, pelo prefeito Haussmann, sob Napoleão III. Este novo boulevard, paralelo à Rua Saint-Jacques, bem mais largo, situa-se a apenas 200 metros a Oeste desta rua.

## Locais importantes na Rua Saint-Jacques
- A Sorbonne
- No nº 123, o Liceu Louis-le-Grand
- O Instituto de Geografia
- No nº 163, Le Port du Salut, aubergue construido no século XVIII, célebre cabaré onde diversos artistas fizeram seu debut : Guy Beart, Barbara, Georges Moustaki, Pierre Perret, Jean Yanne, Coluche, Serge Gainsbourg, Boby Lapointe etc. entre 1955 e 1982. Atualmente é um restaurante.
- No nº 195, o Instituto Oceanográfico de Paris, fundado por Alberto I de Mônaco ; este edifício esta inscrito como monumento histórico
- No nº 252, a Igreja Saint-Jacques-du-Haut-Pas.
- No nº 244, imóvel que abrigava um pequeno quarto alugado por André Salmon, e que se tronaria sede da revista Le Festin d'Esope (Os Amigos de Esopo), fundada com seus amigos Edmond-Marie Poullain, pintor e gravador, o escultor catalão Manolo Hugué e os dois jovens poetas Apollinaire e Nicolas Deniker.